# Établissements Griffon
Pour les articles homonymes, voir Griffon.

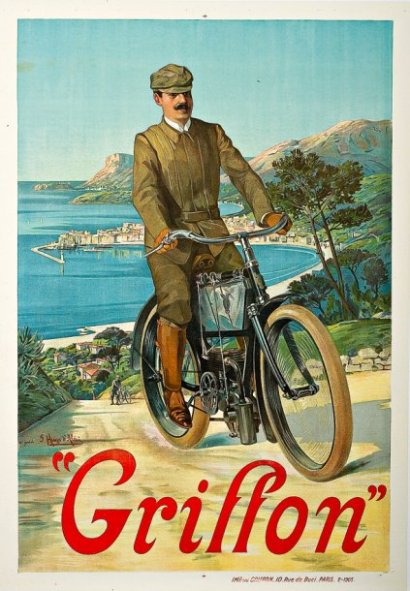
Affiche cycles Griffon 1905.

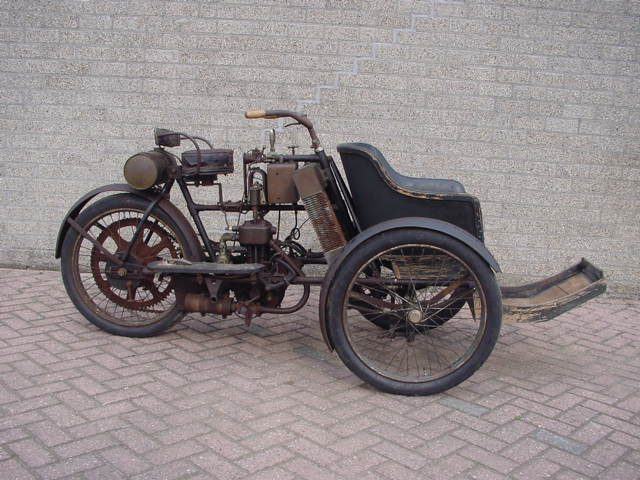
Griffon 500 cm³ Tricycle (1904)

La société anonyme des Cycles Griffon est un ancien constructeur de bicyclettes et deux-roues motorisés français.
L’usine est située au 40 Rue Louis-Blanc (Courbevoie).
La société avait les droits de concessionnaire des moteurs Zedel.
Après la Première Guerre mondiale, en 1919, Griffon fait partie du consortium La Sportive, regroupement de marques françaises comprenant Peugeot, Hurtu, Alcyon, Automoto, Griffon, Liberator, Labor, La Française, Gladiator, Clément, Armor, Thomann.
En 1929, la marque Griffon passe sous la gestion de la société France Motor Cycles (FMC).

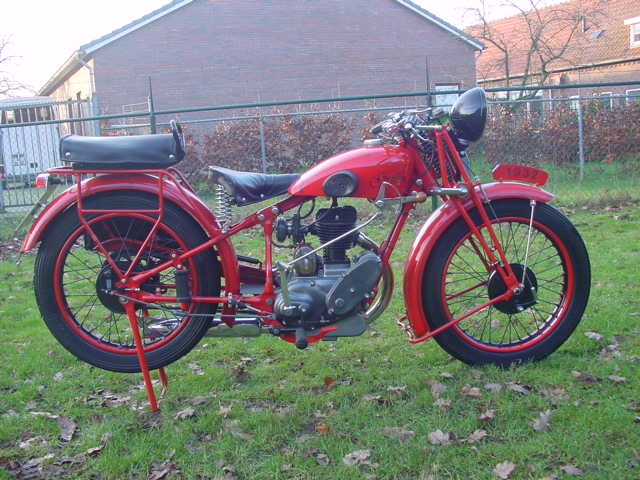
Griffon de 1933.